# گارلیانو
گارلیانو (به بلغاری: Garlyano) یک منطقهٔ مسکونی در بلغارستان است که در شهرستان کیوستندیل واقع شده‌است.